# Autorretrato (Teresa Arizzara)
Autorretrato de Teresa Arizzara, datado de 1765, é uma pintura a óleo sobre tela, medindo 63,5 x 52 cm. A obra reflete as características do neoclassicismo, com ênfase na clareza formal e na representação idealizada. A inclusão de instrumentos artísticos na composição sugere uma afirmação de sua identidade profissional como pintora.